# ArmaLite
ArmaLite, als ArmaLite Division der Fairchild Engine and Airplane Corporation gegründet, ist ein kleiner Hersteller von Feuerwaffen mit Sitz in College Station, Texas. Bekannt wurde ArmaLite durch seine AR-15/M-16-Gewehre.

## Geschichte

### ArmaLite Division der Fairchild Engine and Airplane Corporation
Nach der Gründung auf Bestreben des Fairchild-Ingenieurs Georges Sullivan war die ArmaLite Division zunächst die Waffenabteilung der Flugzeugkonzerns Fairchild.
Mit dem AR-5, einem kleinen, leicht zerlegbarem Notfallgewehr für die .22 Hornet-Patrone stellte sich der erste kommerzielle Erfolg ein. Das AR-5 wurde von der US Air Force als MA-1-„Überlebensgewehr“ (Survival Rifle) für abgestürzte Kampfflugzeug-Besatzungen eingeführt. Die zivile Variante ist das AR-7 mit dem Kaliber .22 Long Rifle. Ein Merkmal war, dass es ohne Werkzeuge in seine Bestandteile zerlegt werden konnte. Das AR-7 und dessen abgeleitete Modelle sind durch mehrere Firmen seit der Einführung gegen Ende der 1950er Jahre, zurzeit durch Henry Repeating Arms in Brooklyn, New York produziert worden. Es ist nicht zuletzt durch seinen „Auftritt“ im James-Bond-Film Liebesgrüße aus Moskau bekannt.
Im Jahr 1954 wurde Eugene Stoner Chefingenieur bei ArmaLite. Stoner war im Zweiten Weltkrieg beim USMC (Marineinfanterie) im Einsatz und wurde nach und nach zum Fachmann für Handfeuerwaffen. Er sollte mit seinen Waffenkonstruktionen zum amerikanischen Pendant Michail Kalaschnikows werden und wird daher oft mit dem Schöpfer der AK-47 verglichen.

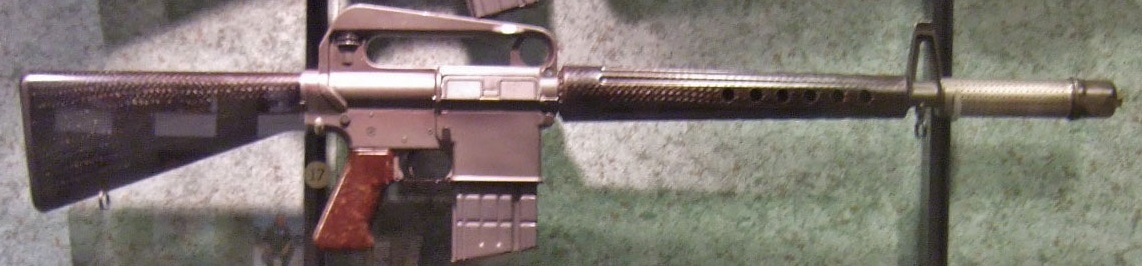
AR-10 im National Firearms Museum

Mit seinem Entwurf, dem AR-10, nahm ArmaLite 1955 an einer Ausschreibung der US Army für ein neues Infanteriegewehr teil. Es war als ein möglicher Ersatz für das veraltete M1 Garand vorgesehen. Konkurrierend traf es hierbei auf das Springfield-T 44 und dem belgischen Typ T-48 von FN, einer Version des FN FAL.
Das vergleichsweise sehr modern konzipierte ArmaLite AR-10 verlor das Ausscheidungsverfahren gegen das T-44, einem stark modifizierten M1-Garand, das als M14 in Serie gehen sollte. Ursächlich sind die konservativen Ansichten des Ordnance Corps zu sehen, aber auch die Fehler, die das AR-10 im frühen Entwicklungsstadium gegenüber den schon erprobten Entwürfen T-44 und T-48 aufwies. Ein experimenteller Lauf aus Aluminium und Stahl zerlegte sich während der Erprobung des ArmaLite-Entwurfs und wurde durch eine reguläre Konstruktion ersetzt. Auch die Fertigung bei Springfield mag eine Rolle gespielt haben. Während das M14 zum neuen Infanteriegewehr der US-Army wurde setzte sich das belgische FN FAL im weltweiten Export durch, das verbesserte AR-10 wurde hauptsächlich in Europa in kleiner Zahl in Lizenz produziert.
Das AR-15 wurde ursprünglich als eine Kleinkaliberversion des AR-10 entwickelt und sollte als Nachfolger des M1 Karabiner (in .30 Carbine) als Waffe für Offiziere, Besatzungen, Fahrzeugmannschaften und andere dienen, für die ein Infanteriegewehr oder Sturmgewehr nicht passend schien. Beide Entwürfe, das AR-10 und das AR-15, wurden von Colt Defense für 75.000 US-Dollar und 4,5 % Tantiemen Anfang des Jahres 1959 aufgekauft, was sich später als großer Fehler für ArmaLite herausstellen sollte.
Das AR-15 wurde – als M16 – zum Nachfolger des M14 als Standardwaffe der US-Army.

### ArmaLite Incorporated (1962/1983)
Mit dem Verkauf der Lizenz für das AR-10 und dem AR-15-Design an Colt besaß ArmaLite nun kein Produkt mehr. 1961 kam Fairchild in finanzielle Schwierigkeiten, und der Vorstand von ArmaLite erwarb die Firma sowie die Namensrechte an ArmaLite von Fairchild, einschließlich aller Rechte und Titel an allen ArmaLite-Entwürfen, außer dem AR-10 und AR-15, deren Rechte seit 1959 bei Colt lagen.
Die Firma machte von dieser Zeit als ArmaLite Inc. mit hauptsächlich dem schon vorhandenen Personal weiter. Von Ende 1962 bis fast zum Ende des Jahres 1971 wurde der Hauptteil der ArmaLite Entwicklungsprogramme durch die Capital Southwest Corporation aus Dallas, Texas, gefördert. Im November 1971 erwarben Charles Dorchester (Vorsitzender) und Richard Klotzly, Präsident von ArmaLite einen Großteil der Aktien, welche es der Southwest Corporation erlaubten, Einfluss auf ArmaLite zu nehmen.
Durch die Armeeaufträge für das AR-15 wurde offensichtlich, dass Fairchild mit dem Verkauf der Rechte am AR-15 an Colt 1959 einen Fehler begangen hatte. Um diesen Fehler auszugleichen, wurde von ArmaLite die Entwicklung eines neuen Gewehres in Angriff genommen, das die Patente, die Eugene Stoner bzw. Colt am AR-15 Gas-Verschlusssystem hielten, nicht verletzen sollten.
Das Ergebnis war das Armalite AR-18, dessen Entwicklung 1963 begann. Der Kampfwert des Kalibers .223 (5.56) war inzwischen im Vietnamkrieg bewiesen. ArmaLite hoffte, ein neues Gewehr bauen zu können, das in der Lage wäre, das AR-15 bzw. M-16 zu ersetzen. Mit den Erfahrungen, die man bei Produktion und Einsatz des M-16 gewonnen hatte, und einem neuen Gassystem, das die Patentrechte nicht verletzte, hoffte man mit diesen Mustern konkurrieren zu können. Die Marktchancen des neuen Gewehres wurden als gut eingeschätzt.

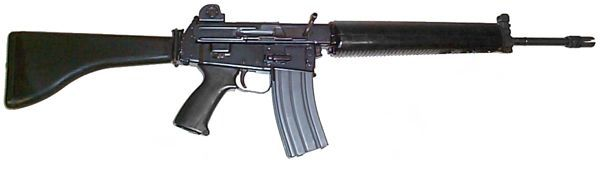
AR-18

Das vergleichsweise robuste und günstig zu fertigende AR-18 fand aber keine Unterstützung beim Militär, das auf das eingeführte M-16 setzte. Das AR-18 kann technisch als Nachfolger des AR-15 mit einem anderen, indirekten Gassystem unter Verzicht auf das teure Aluminium gelten.
Das AR-18 sollte den Schwerpunkt der Gewehrentwicklung- und Produktion von ArmaLite in den nächsten zwei Jahrzehnten bilden.
ArmaLite ordnete daraufhin umfangreiche Tests durch das H.P. White Laboratory in Belair (Maryland) an, um zu zeigen, dass das AR-18 den Forderungen des Verteidigungsministeriums der Vereinigten Staaten und des State Departments entspricht. Dies geschah auch in der Hoffnung, dass man es als ein modernes Sturmgewehr für die Armeen anderer Staaten weiterempfehlen würde.
Die Armee führte Tests mit zehn Prototypen in Aberdeen Proving Grounds und in Fort Benning (Georgia) im Jahr 1964 durch. Das Gewehr wurde dahingehend bewertet, „militärisches Potential“ zu besitzen. Die Armee bat im selben Jahr um zusätzliche 29 Gewehre für die weiteren Tests. Diese 29 Gewehre, mit einem detaillierten Benutzerhandbuch, wurden in Übereinstimmung mit einem Regierungsvertrag in einer viermonatigen Zeitspanne produziert. Die Tests wurden durchgeführt wie ein Teil des Army’s Small Arms Weapons System-(SAWS)-Tests. Es überraschte nicht, dass die ersten Gewehre noch weitere Entwicklungszeit brauchten. Da bei Verkäufen im militärischen Bereich immer mit langen Entscheidungsprozessen gerechnet werden muss, wurde bald auf den zivilen Markt gewechselt. Eine kommerzielle, nur halbautomatische Version des AR-18 wurde das AR-180 produziert.
Im Jahr 1967 wurde die Produktion des AR-18 bei der Howa Machinery in Japan gestartet. Aus politischen Gründen wurde es Howa nur erlaubt, das Gewehr an nicht-kriegführende nichtasiatische Staaten zu verkaufen. So konnten während des Vietnamkriegs keine AR-18 in die Vereinigten Staaten exportiert werden. Howa produzierte 3.927 AR-180 zwischen Oktober 1970 und Februar 1974.
Mitte 1968 begann ArmaLite eine Versuchsproduktion in seinem Werk in Costa Mesa. ArmaLite produzierte 1.171 AR-18 und 4.018 AR-180 in dem Werk in Costa Mesa zwischen Juli 1969 und Juni 1972. Die japanische Regierung milderte die Beschränkungen und erlaubte den Export des halbautomatischen AR-180 in die Vereinigten Staaten. Bis zum Ende der 1970er Jahre, als die Produktion bei Howa endete, wurde die gesamte Produktion des AR-180 in die Vereinigten Staaten verlagert.
Infolge der fortlaufenden Anstrengungen von Seiten ArmaLites wurde die US-Armee verpflichtet, das AR-18 bis Ende 1969 neu zu bewerten. Dieser Schritt erfolgte zu spät. Ende des Jahres 1969 hatte die Armee bereits das M-16 als neues Standardgewehr eingeführt. Weitere Anstrengungen konzentrierten sich von nun an auf das Geschäft in Übersee und auf den zivilen Inlandsmarkt.
Im Vereinigten Königreich erlitt ArmaLite mit dem AR-18 einen ähnlichen Misserfolg. Das Verteidigungsministerium (MoD) bewertete das AR-18 zum ersten Mal im März 1966. Es wurde für gut befunden, speziell in Bezug auf sein geringes Gewicht und die Einfachheit der Herstellung. Es litt aber aus Sicht der Briten an einer fehlenden Gasregulierung zum Anpassen von Gasdruck und Kadenz und dem Fehlen eines Pufferssystems für den Rücklauf des Verschlusses. Die Genauigkeit im vollautomatischen Feuern wurde als unterdurchschnittlich befunden, die Abdichtung des Gehäuses gegenüber Sand und Schlamm als unbefriedigend.
Das Gewehr wurde daraufhin am Scharnier des Gehäuseunterteils verstärkt, ebenso wurde ein Staubschutzdeckel am Hülsenauswurf angebracht und ein verbesserter Rückstoß- und Mündungsfeuerdämpfer angebracht. Im August 1966 wurde es wieder getestet. Die Verbesserungen wurden geschätzt, aber Ergebnisse beim Sand- und Schlamm-Test waren größtenteils unverändert, und der Mangel an einem Puffersystem wurde wieder kritisiert.
Eine AR-18 Version von Howa wurde durch MoD im Januar 1969 bewertet. Es versagte ebenfalls im Sand- und Schlamm-Test, der größte Teil der Kritik fiel jedoch auf Kleinigkeiten zurück, die schnell gelöst werden konnten. Gerechterweise muss man sagen, dass die Testbedingungen praxisrelevant und objektiv, die Einschätzungen und Wertungen des MoD aber hart waren. Da die Royal Small Arms Factory, die beide AR-18 Varianten testete, zugleich selbst Hersteller von militärischen Waffen war, können zwar die Testergebnisse als objektiv und neutral angesehen werden, der direkte Vergleich mit anderen Waffen mag jedoch, analog zu der Springfield-Entscheidung für das M14, von politischen und wirtschaftlichen Gründen überlagert worden sein.
Gerade als ArmaLite die neuen Gewehre im kleinen Kaliber 5,56 mm auf den Markt brachte, verkauften FN und Heckler & Koch mehr Gewehre als je zuvor im Kaliber 7,62 mm weltweit. Colt verkaufte weiter das M-16 bzw. AR-15, auch wenn es jetzt teilweise und auch berechtigterweise massiv kritisiert wurde. ArmaLite und Colt mussten sich 1967 vor der Ichord-Kommission wegen eklatanter Fehler verantworten – beispielsweise brach der Kolben beim Bajonetttraining ab, ebenso platzte der Vorderschaft immer wieder auf. Das AR-18 blieb ebenfalls etwas anfällig für das Brechen des Kolbens, und so hatte ArmaLite insgesamt gesehen nie den Erfolg, den man erwartet hatte. Berüchtigt wurde das AR-18, als die IRA in Nordirland einige importierte Exemplare in ihr Arsenal aufnahm. Schon bald bekam das AR-18 von der IRA bzw. den britischen Kräften in Nordirland den Spitznamen „The Widowmaker“ (zu Deutsch „der Witwenmacher“).
Im Jahr 1973 ließ die japanische Regierung alle Exporte von AR-18- und AR-180-Gewehren stoppen. Die neuen japanischen Beschränkungen des Exports des AR-18 und AR-180 zwangen ArmaLite, nach einem neuen Lizenzhersteller für die AR-18/-180 zu suchen, da man die nun fehlenden Produktionskapazitäten nicht hatte. 1974 wurde die Sterling Armament Company in Dagenham, England, als Lizenznehmer ausgewählt. Es nahm 15 Monate in Anspruch, um die Maschinen einzustellen und die Produktion zu beginnen. ArmaLite importierte die Gewehre von Sterling in die Vereinigten Staaten, und beide versuchten die Gewehre weltweit auf den Markt zu bringen. Sterling fertigte 12.362 AR-180 zwischen den Jahren 1975 und 1983. Als ArmaLite und Sterling verkauft wurden, waren 10.946 AR-180 in die Vereinigten Staaten exportiert worden.
Auch wenn das AR-18 sich beim Militär nicht durchsetzen konnte, dienten die Gewehre von ArmaLite als Inspirationsquelle für andere Gewehre. Der Mechanismus des AR-18 diente als Basis für die Konstruktion des aktuellen britischen Sturmgewehrs, des SA80. Sowohl das Sa80 als auch der Prototyp XL64/65 können im Wesentlichen als ein AR-18 in kurzer Bullpup-Konfiguration angesehen werden. Andere Entwürfe, wie das Sturmgewehr SAR-80 von Charter Industries of Singapore, heute bekannt als ST Kinetics, und das deutsche HK G36, bauen in Teilen auf dem Mechanismus und den Erfahrungen mit dem AR-18 auf. Jedoch bleibt das AR-18 selbst ein unvollendetes Werk.
Im Bemühen, sich auf das militärische Verkaufsprogramm auszurichten, entschied sich ArmaLite dafür, seine zivile Schusswaffen-Produktion einzustellen. So verkaufte ArmaLite Mitte 1973 die Rechte am AR-7 an Charter Arms. Mit dem endgültigen Scheitern des AR-18 entschieden sich die Eigentümer von ArmaLite für den Verkauf der Gesellschaft. Im Jahr 1983 fand man einen Käufer, und so wurde ArmaLite an die Elisco Tool Manufacturing Company auf den Philippinen verkauft.

### ArmaLite Division von Elisco Tool
Der kurze, dritte Abschnitt der Geschichte von ArmaLite begann mit dem Verkauf an Elisco Tool Manufacturing im Jahr 1983. Die Weiterführung von ArmaLite wurde von einem Engländer angeführt, Bruce Swain. Dieser war nur als Übergangspräsident gedacht und wurde später von John Ugarte ersetzt. ArmaLite fertigte weiter Gewehre und Teile für die eigenen noch vorhandenen Produkte. Die Sterling Armament Company unter der Führung des neuen Vizepräsidenten Joes Armstrong baute weiter in Lizenz das AR-18.
Als Elisco Tool für die Philippinischen Streitkräfte und Polizei erfolgreich das M16A1 produzierte, bekam man Schwierigkeiten mit Colt, weil einige der Lizenzbedingungen verletzt wurden. Dies veranlasste Elisco, nach einem anderen Gewehr im Kaliber 5,56 mm zu suchen. Das einzige Gewehr, das man firmenintern als praktikable ernsthafte Konkurrenz für das M-16 ansehen konnte, war das AR-18.
Inventar, Werkzeuge und Maschinen wurden deshalb vom Sterling-Werk auf die Philippinen verlagert. Da dieser Prozess zum Start der AR-18-Produktion auf den Philippinen nicht über die USA lief, konnte er auch nicht verhindert werden. Letzten Endes wurde er durch die politischen Ereignisse auf den Philippinen selbst verhindert. Ferdinand Marcos wurde gestürzt und musste ins Exil gehen, die vorherrschenden politischen und wirtschaftlichen Umstände änderten sich tiefgreifend, die gesamte Regierung wurde ausgewechselt. Elisco war unter diesen Umständen außer Stande, die AR-18 Produktion auf den Philippinen zu beginnen. Es wurde beschlossen, den Betrieb (und Vertrieb) in den USA, ArmaLite, zum Jahr 1987 zu beenden.

### ArmaLite Incorporated (ab 1994/1995)
Unabhängig von ArmaLite gründeten Karl Lewis und Jim Glazier 1968 eine Firma namens Eagle Arms in Coal Valley, Illinois. Lewis hatte eine Vielzahl von Teile für das M-16 hergestellt, die auf dem freien Waffenmarkt und an staatliche Kunden vertrieben wurden, und Eagle Arms übernahm zunehmend den Verkauf für Lewis Lewis Machine and Tool Company (LMT).
Da die frühen Patente von Eugene Stoner abgelaufen waren, konnte Eagle Arms nun Teile und ganze Gewehre der beiden Varianten AR-15 (zivil) und M-16 bauen. Im Jahr 1989 startete Eagle Arms die Produktion und den Vertrieb von ganzen Gewehren, wobei Lewis Machine and Tool als Hauptlieferant diente.
Im Januar 1994 kaufte Mark Westrom die Firma Eagle Arms. Westrom war ein ehemaliger Armeeartillerie-Offizier und ein Zivilangestellter des Weapons Systems Management Directorate of the Army’s Armament Material and Chemical Command (AMCCOM) am nahe gelegenen Rock Island Arsenal. Nach dem Kauf setzte er die Produktion des Eagle Arms EA-15-Gewehres durch. Es wurden Pläne gemacht, um eine Serie von Zielfernrohren und dazugehörigen Gewehren zu produzieren. Der Hintergrund war, dass in einer Reihe von landesweiten Wettbewerben, insbesondere jene, die amerikanische Ordonanzwaffen zuließen, auch über „lange“ Distanzen (1000 Yard, rund 910 Meter) geschossen wird.
Im November 1994 entschied sich Westrom dafür, mit dem Design eines AR-10 im Kaliber 7,62 × 51 mm NATO zu beginnen. Das „M 10“ genannte Gewehr sollte in einer Linie mit den „M-15“ Gewehren im Kaliber 5,56 mm NATO von Eagle Arms produziert werden. Die Arbeiten am Projekt begannen im November 1994. Mit dem Hauptteil der technischen Entwicklung wurde ein erfahrener Qualitätssicherungsexperte, David Dorbeck, beauftragt.
Durch einen Zufall hatte der Präsident der Firma, welche die Zieloptiken für Eagle Arms fertigte, Dr. John Williams, in seiner Jugend bei ArmaLite gearbeitet. Er stellte Westrom, den ehemaligen Herstellungsleiter von ArmaLite, John McGerty vor. McGerty wiederum stellte Westrom, John Ugarte vor, dem aktuellen Präsident von ArmaLite.
Ugarte hatte Rechte an der ArmaLite-Handelsmarke behalten. Anfang 1995 kaufte Westrom jene Rechte und nahm in Geneseo, Illinois die Produktion von Gewehren unter dem Markennamen ArmaLite wieder auf. Die Firmenstruktur wurde mit dem Kauf der Marke ArmaLite entsprechend reorganisiert, Eagle Arms firmiert heute als Teil der neuen ArmaLite.
Heute produziert ArmaLite mehrere Gewehre, die auf dem AR-15 und AR-10 basieren. Ebenfalls wird ein Gewehr im Kaliber 12,7 × 99 mm NATO, das AR-50 hergestellt. Armalite hat auch bekanntgegeben, dass es eine Reihe von Pistolen, einschließlich des AR-24 und AR-26, einführen wird.

## Bekannte Waffen

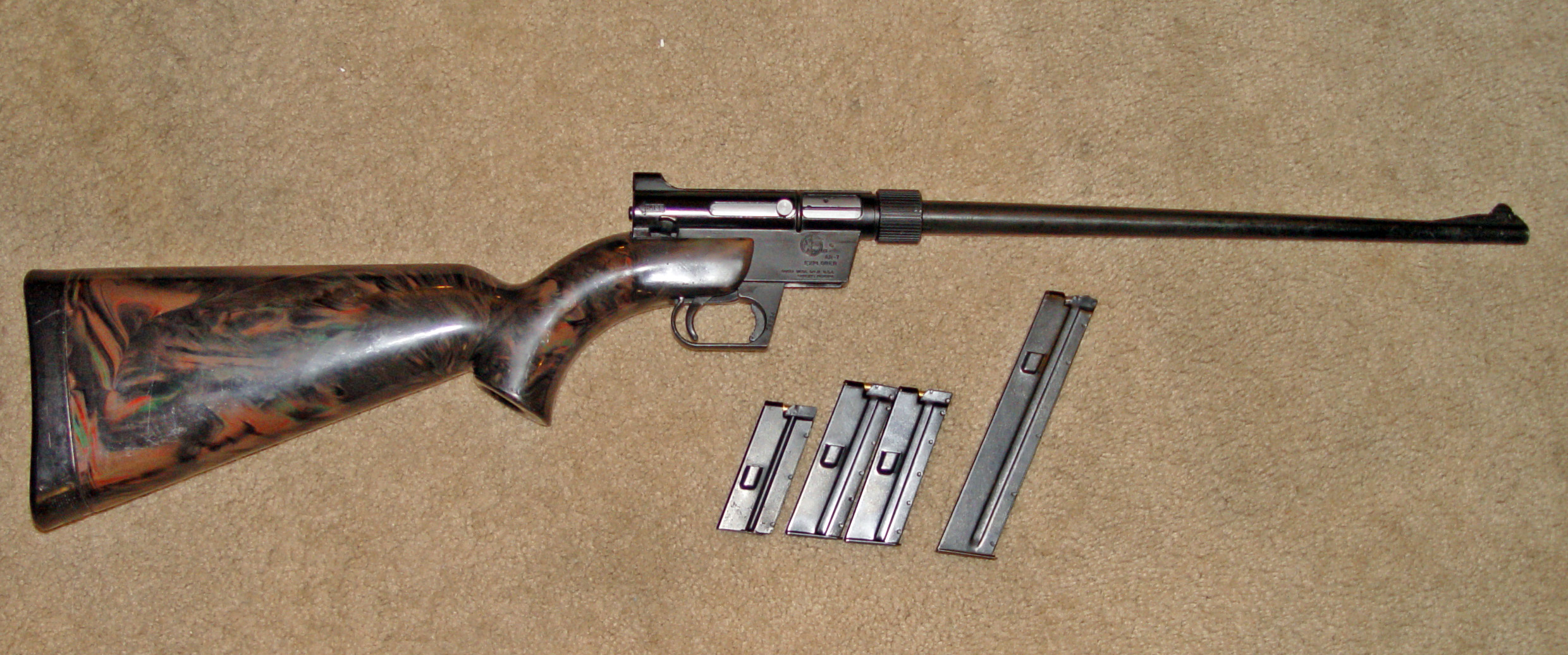
AR-7

- AR-5
- AR-7
- AR-10
- Super SASS
- AR-15
- AR-18
- AR-24
- AR-30
- AR-50